# C5H9ClO
化学式C5H9ClO（摩尔质量：120.58 g/mol）可能指：
- 正戊酰氯，CAS号：638-29-9
- 叔戊酰氯，CAS号：3282-30-2

|  | 这个同类索引页列出了具有相同分子式的化学物（即同分異構體）条目。 除非您是有意链接至本页，否则应将相应条目的内部链接指向正确的条目。 |